# باشگاه فوتبال آنکارا اسپور
باشگاه فوتبال آنکارا اسپور(ترکی استانبولی: Ankaraspor Kulübü) یک باشگاه فوتبال است که در شهر آنکارا کشور ترکیه پایه‌گذاری شده‌است.
در ۲۹ ژوئن ۲۰۱۴ این باشگاه به «عثمانلی‌اسپور»، که برگرفته از نام عثمان یکم بنیان‌گذار امپراتوری عثمانی بود، تغییر نام داد. در ۸ سپتامبر ۲۰۲۰، نام باشگاه دوباره به نام سابقش آنکارا اسپور تغییر کرد.

## مشارکت در جام‌های اروپایی
| فصل     | رقابت         | دور         | باشگاه       | خانه | خارج از خانه | مجموع     |
| ------- | ------------- | ----------- | ------------ | ---- | ------------ | --------- |
| ۲۰۰۵    | جام اینترتوتو | دوم         | دوبنیتسا     | ۱–۴  | ۱–۰          | ۱–۴       |
| ۱۷–۲۰۱۶ | لیگ اروپا     | دوم مقدماتی | زیمبرو       | ۵–۰  | ۲–۲          | ۷–۲       |
| ۱۷–۲۰۱۶ | لیگ اروپا     | سوم مقدماتی | نومه کالیو   | ۱–۰  | ۲–۰          | ۳–۰       |
| ۱۷–۲۰۱۶ | لیگ اروپا     | پلی‌آف       | میتیولن      | ۲–۰  | ۱–۰          | ۳–۰       |
| ۱۷–۲۰۱۶ | لیگ اروپا     | گروهی       | ویارئال      | ۲–۲  | ۲–۱          | رتبه نخست |
| ۱۷–۲۰۱۶ | لیگ اروپا     | گروهی       | استوا بخارست | ۲–۰  | ۱–۲          | رتبه نخست |
| ۱۷–۲۰۱۶ | لیگ اروپا     | گروهی       | زوریخ        | ۲–۰  | ۱–۲          | رتبه نخست |
| ۱۷–۲۰۱۶ | لیگ اروپا     | یک شانزدهم  | المپیاکوس    | ۰–۳  | ۰–۰          | ۰–۳       |

## بازیکنان ایرانی
- پیام صادقیان